# Osmussaare
Osmussaare (szw. Odensholm) – wieś w Estonii, w prowincji Lääne, w gminie Noarootsi. Jest położona na wyspie Osmussaar. W 2006 roku odnotowano tutaj 2 adresy.